# 卡罗尔·多比亚什
卡罗尔·多比亚什（1947年12月18日—），斯洛伐克男子足球运动员，司职中场、后卫。他曾代表捷克斯洛伐克参加1976年和1980年欧洲足球锦标赛，其中1976年欧锦赛获得冠军，1980年欧锦赛则获得季军。